# Orilka

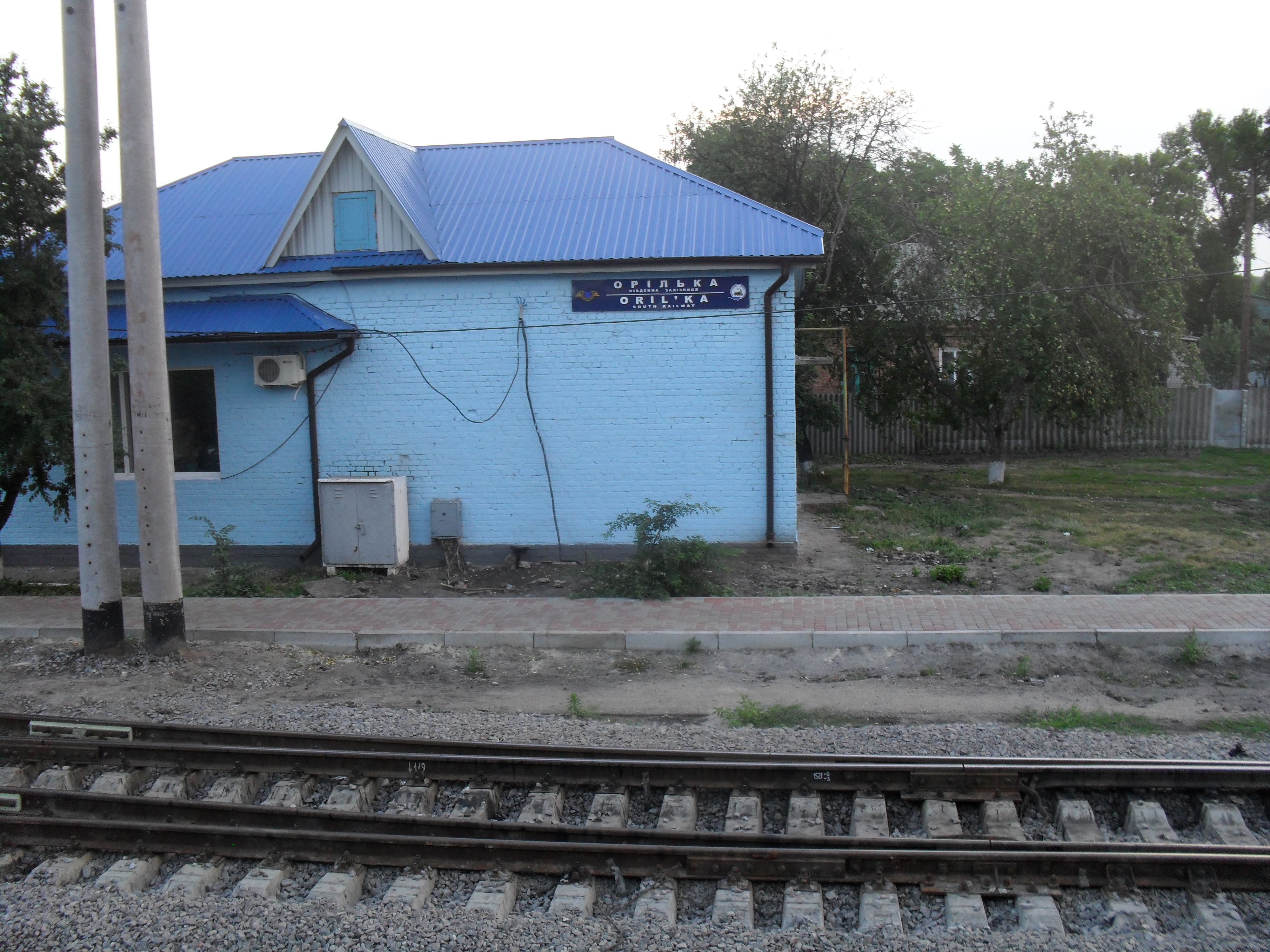
Orilka, Bahnhof (2012)

Orilka (ukrainisch Орілька; russisch Орелька Orelka) ist eine Siedlung städtischen Typs im Süden der ukrainischen Oblast Charkiw mit etwa 3100 Einwohnern (2018).
Orilka liegt am gleichnamigen Fluss sowie am Dnepr-Donbas-Kanal im Westen des Rajon Losowa an der Grenze zur Oblast Dnipropetrowsk und besitzt seit 1962 den Status einer Siedlung städtischen Typs.
Die Ortschaft entstand 1902 im Zusammenhang mit dem Bau der Bahnstrecke Losowa–Krasnohrad und besitzt an dieser eine Bahnstation.
Die Siedlung befindet sich etwa 150 km südlich von Charkiw und 28 km nordwestlich vom Rajonzentrum Losowa.
Am 12. Juni 2020 wurde die Siedlung zum Zentrum der neugegründeten Stadtgemeinde Losowa, bis dahin bildete sie zusammen mit den Chyschnjakiwka (Хижняківка), Jablutschne (Яблучне), Petriwske (Петрівське), 
Petropillja (Петропілля), Sachariwske (Захарівське), Sapariwka (Запарівка) und Schuhajiwka (Шугаївка)  die gleichnamige Siedlungsgemeinde Orilka (Орільська селищна рада/Orilska selyschtschna rada) im Westen des Rajons Losowa.